# Роман I Лакапін
Роман І Лакапін (рік народження невідомий — 15 червня 948) — візантійський імператор між 920 та 944 роками (за іншими даними 945) з Македонської династії.

## Життєпис
Походив із селян. Дослужився до друнгарія (командувача імператорського флоту).
У 919 став регентом при неповнолітньому імператорі Константині VII Багрянородному (видав за нього свою дочку Олену), з 920 — співправитель та старший імператор. Вів виснажливі війни з болгарським царем Симеоном, що завершились у 927, і внаслідок яких Візантія визнала незалежність болгарської церкви і зобов'язувалася виплачувати щорічну данину. Зробив свого сина Христофора співімператором. Згодом решту синів.
Близько 932 жорстоко придушив селянське повстання в Малій Азії та повстання слов'янських племен у Пелопоннесі (934). Постійно воював у Північній Італії та Сирії з арабами. У 924 розгромив арабський флот і відновив панування візантійців в Егейському морі, відвоював у арабів Мелітену (934), Мартінополь, Дару, Аміду (в 940-х). Під час правління Романа київський князь Ігор здійснив два походи на Константинополь (941 і 944), наслідком яких стало укладення мирного договору між Київською державою і Візантією (944 або 945).
У 944 (за іншими даними в 945) скинутий з престолу своїми синами Стефаном і Костянтином, ув'язнений у монастирі, де помер.